# Ramal ferroviario Retiro-Rosario
El Ramal Retiro-Rosario es una línea ferroviaria doble, ascendente y descendente, perteneciente al Ferrocarril General Bartolomé Mitre.

## Ubicación
Parte, en ascendente, de la Estación Retiro en dirección noroeste rumbo a Rosario. La traza corre paralela al río Paraná.

## Historia
Gran parte de este ramal fue construido por el Ferrocarril Buenos Aires a Rosario hasta la Estación Rosario Norte. Luego de ser comprado por el Ferrocarril Central Argentino se adhirieron algunos empalmes.   

### Construcción
El Ferrocarril Buenos Aires a Rosario empezó a colocar el primer tramo del ramal el 11 de octubre de 1872, desde la Estación Central a la Estación Campana bajo el nombre de Compañía del Ferrocarril a Campana. Luego siguieron avanzando a Zárate y así hasta a Rosario, por lo cual cambiaron de nombre y pasaron a ser Ferrocarril Buenos Aires a Rosario.

### Modernización (2013-2016)
Las obras de modernización del ramal comenzaron en noviembre de 2013. La obra se dividió en once tramos y contempló la renovación de vías y la construcción de una terminal provisoria en la Estación Groenewold.
La construcción de la estación provisoria, obedeció a la imposibilidad de acceder a la Estación Rosario Norte, debido a la construcción de asentamientos precarios sobre la traza ferroviaria. Las autoridades estiman que se deberá relocalizar a 60 000 personas.
Desde octubre de 2014, la empresa estatal Trenes Argentinos Operaciones se hace cargo plenamente del servicio.
En 2019, se inauguró el Empalme Ugarteche, que une por vía simple el trazado de la línea con el de la Línea San Martín, para facilitar el acceso de los trenes de carga al Puerto de Buenos Aires por el norte, actualmente dicho empalme es utilizado por los trenes de larga distancia de la Línea Mitre que parten de la estación Retiro San Martín.

## Estaciones
| Servicio urbano Retiro Mitre - José León Suárez | Servicio urbano Retiro Mitre - José León Suárez | Servicio urbano Retiro Mitre - José León Suárez | Servicio urbano Retiro Mitre - José León Suárez | Servicio urbano Retiro Mitre - José León Suárez |
| Estación                                        | Kilómetro                                       | Cantidad de andenes                             | Distrito                                        | Notas |
| ----------------------------------------------- | ----------------------------------------------- | ----------------------------------------------- | ----------------------------------------------- | --- |
| Retiro Mitre                                    | 1.2                                             | 9                                               | Comuna 1 (Retiro)                               | Combinación con estaciones Retiro de las Líneas Belgrano, San Martín,y C y E del Subte de Buenos Aires; y Terminal de Ómnibus de Retiro. Combinación con Ramal a Tigre                                                                                 |
| 3 de Febrero                                    | 6.7                                             | 2                                               | Comuna 14 (Palermo)                             | Proximidad con Hipódromo Argentino de Palermo |
| Ministro Carranza                               | 7.7                                             | 2                                               | Comuna 14 (Palermo)                             | Combinación con Estación Ministro Carranza de la Línea D del Subte de Buenos Aires. Proximidad con Viaducto Carranza sobre la Avenida Santa Fe y Metrobús del Norte                                                                                    |
| Colegiales                                      | 9.1                                             | 3                                               | Comuna 13 (Colegiales)                          | Antigua cabecera del ramal a Chacarita |
| Belgrano R                                      | 10.5                                            | 3                                               | Comuna 13 (Belgrano)                            | Cabecera del ramal a Estación Bartolomé Mitre |
| Dr. Luis María Drago                            | 12                                              | 2                                               | Comuna 12 (Villa Urquiza)                       | Inaugurada como Parada Km. 12 |
| General Urquiza                                 | 13.2                                            | 3                                               | Comuna 12 (Villa Urquiza)                       | Combinación con Estación Juan M. de Rosas de la Línea B del Subte de Buenos Aires |
| General Juan M. de Pueyrredón                   | 14.6                                            | 3                                               | Comuna 12 (Villa Pueyrredón)                    | Inaugurada como Parada Km. 14 |
| Miguelete                                       | 16                                              | 3                                               | Partido de General San Martín                   | Proximidad con Avenida General Paz (límite entre CABA y Provincia de Buenos Aires). Cabecera de los ramales a Universidad Nacional de General San Martín y EmFer/FM. Antigua cabecera del ramal a Estación Coronel Lynch del Ferrocarril Gral. Urquiza |
| General San Martín                              | 17.7                                            | 3                                               | Partido de General San Martín                   | Antigua cabecera del servicio interurbano a Estación Zárate |
| San Andrés                                      | 18.9                                            | 2                                               | Partido de General San Martín                   | |
| Malaver                                         | 19.9                                            | 2                                               | Partido de General San Martín                   | |
| Villa Ballester                                 | 21                                              | 3                                               | Partido de General San Martín                   | Cabecera del servicio interurbano a Estación Zárate |
| Chilavert                                       | 22.4                                            | 2                                               | Partido de General San Martín                   | |
| José León Suárez                                | 23.6                                            | 2                                               | Partido de General San Martín                   | Cabecera del servicio urbano. Proximidad con Ruta Provincial 4 |
| Servicio interurbano Villa Ballester - Zárate   |                                                 |                                                 |                                                 | |
| Bancalari R                                     | 29.1                                            | 2                                               | Partido de San Fernando                         | Proximidad con empalme con Ramal Victoria - Capilla del Señor, Ruta Provincial 23, Autopista Panamericana, Camino Bancalari-Nordelta y Río Reconquista                                                                                                 |
| General Pacheco                                 | 32.2                                            | 3                                               | Partido de Tigre                                | Proximidad con Ruta Provincial 24 |
| Benavídez                                       | 40.1                                            | 2                                               | Partido de Tigre                                | Proximidad con Ruta Provincial 27. Inaugurada como Parada Alvear |
| Ingeniero Maschwitz                             | 45.7                                            | 2                                               | Partido de Escobar                              | Antigua cabecera del ramal a Estación Dique Luján. Proximidad con Ruta Provincial 26. Inaugurada como Parada Km. 47 |
| Escobar                                         | 53.4                                            | 3                                               | Partido de Escobar                              | Cabecera intermedia. |
| Río Luján                                       | 65.5                                            | 2                                               | Partido de Campana                              | Proximidad con Río Luján |
| Ingeniero Otamendi                              | 71.7                                            | 2                                               | Partido de Campana                              | |
| Campana                                         | 81.4                                            | 2                                               | Partido de Campana                              | Parada de los servicios de larga distancia |
| Apeadero Kilómetro 83                           | 83.1                                            | 2                                               | Partido de Campana                              | Proximidad con Ruta Provincial 6 |
| Zárate Mitre                                    | 93.4                                            | 2                                               | Partido de Zárate                               | Cabecera del servicio interurbano a Villa Ballester. Parada de los servicios de larga distancia |
| Servicio Larga Distancia Retiro - Rosario       |                                                 |                                                 |                                                 | |
| Las Palmas                                      | 104.7                                           | 2                                               | Partido de Zárate                               | Sin servicio desde 1993 |
| Lima                                            | 109.8                                           | 2                                               | Partido de Zárate                               | |
| Atucha                                          | 120.9                                           | 2                                               | Partido de Zárate                               | Sin servicio desde 1993 |
| Alsina                                          | 133.5                                           | 2                                               | Partido de Baradero                             | Sin servicio desde 1993 |
| Baradero                                        | 149.1                                           | 2                                               | Partido de Baradero                             | Proximidad con Ruta Provincial 41 |
| Río Tala                                        | 162                                             | 2                                               | Partido de San Pedro                            | Sin servicio desde 1993 |
| San Pedro                                       | 170.6                                           | 2                                               | Partido de San Pedro                            | Proximidad con Ruta Provincial 191 |
| Gobernador Castro                               | 189                                             | 2                                               | Partido de San Pedro                            | Sin servicio desde 1993 |
| El Paraíso                                      | 203.2                                           | 2                                               | Partido de Ramallo                              | Sin servicio desde 1993 |
| Ramallo                                         | 214.4                                           | 2                                               | Partido de Ramallo                              | Proximidad con Ruta Provincial 51 |
| Sánchez                                         | 224.8                                           | 2                                               | Partido de Ramallo                              | Cabecera del ramal a la planta Ternium Siderar. Sin servicio desde 1993 |
| San Nicolás R                                   | 237.9                                           | 2                                               | Partido de San Nicolás                          | Cabecera intermedia del Ramal San Nicolás C - Pergamino. Proximidad con Ruta Nacional 188 |
| Theobald                                        | 247                                             | 2                                               | Departamento Constitución                       | Proximidad con Arroyo del Medio (Límite entre provincias de Buenos Aires y Santa Fe). Sin servicio desde 1993 |
| Empalme Villa Constitución                      | 256.6                                           | 2                                               | Departamento Constitución                       | Cabecera intermedia del Ramal Villa Constitución - Río Cuarto |
| Pavón                                           | 258.6                                           | 2                                               | Departamento Constitución                       | Sin servicio desde 1993 |
| Fighiera                                        | 266                                             | 2                                               | Departamento Rosario                            | Sin servicio desde 1993 |
| Arroyo Seco                                     | 272                                             | 2                                               | Departamento Rosario                            | |
| General Lagos                                   | 279.3                                           | 2                                               | Departamento Rosario                            | Sin servicio desde 1993 |
| Alvear                                          | 286.7                                           | 2                                               | Departamento Rosario                            | Sin servicio desde 1993 |
| Coronel Aguirre                                 | 291.3                                           | 1                                               | Departamento Rosario                            | Cabecera del empalme a Estación Villa Diego del Ferrocarril Rosario a Puerto Belgrano. Proximidad con cruce bajo este ramal. Sin servicio desde 1993                                                                                                   |
| Rosario Sur                                     | 293.1                                           | 2                                               | Departamento Rosario                            | Antigua cabecera del servicio Retiro-Rosario. Cabecera de los empalmes a estaciones Soldini y Pérez. Inaugurada como Apeadero Juan C. Groenewold, tuvo solo un andén hasta 2015                                                                        |
| Barrio Vila                                     | 297                                             | 1                                               | Departamento Rosario                            | Proximidad con empalmes a Pergamino y Córdoba vía Río Tercero. Sin servicio desde 1993 |
| Ludueña                                         | 301.1                                           | 1                                               | Departamento Rosario                            | Proximidad con empalmes a Córdoba vía Villa María y Tucumán y con cruce a nivel con el Ramal CC del Ferrocarril Belgrano. Estación de uso interno |
| Parada Cruce Alberdi                            | 302.9                                           | 1                                               | Departamento Rosario                            | Proximidad con Patio Parada Estación de uso interno |
| Rosario Norte                                   | 304                                             | 6                                               | Departamento Rosario                            | Cabecera final del servicio interurbano a Retiro y Cañada de Gómez e intermedia a Córdoba Mitre y Tucumán. Antigua cabecera intermedia a Estación Rosario Central y Puerto de Rosario                                                                  |